# Илюшкина, Зинаида Фёдоровна
Зинаида Фёдоровна Илюшкина, другой вариант отчества — Федотовна (28 марта 1935, село Журавлёвка, Лозовский район, Восточно-Казахстанская область, Казакская АССР, РСФСР, СССР — 3 июня 2013, Экибастуз, Павлодарская область, Казахстан) — бригадир штукатуров строительного управления № 3 треста «Иртышуглестрой», город Экибастуз Павлодарской области, Казахская ССР. Герой Социалистического Труда (1960).

## Биография
Родилась в 1935 году в крестьянской семье в селе Журавлёвка Лозовского района (сегодня — Успенский район) Восточно-Казахстанской области. После окончания местной семилетки с 1949 года трудилась в строительной организации в Славгороде Алтайского края. В 1951 году переехала в Экибастуз, где стала трудиться разнорабочей, затем — штукатуром в строительном управлении № 3 треста «Иртышуглестрой». В последующем была назначена бригадиром штукатуров.
Бригада штукатуров под её руководством вела отделочные работы при сооружении промышленных объектов угольного разреза «Богатырь» и социальных объектов в Экибастузе. Член КПСС.
Указом Президиума Верховного Совета СССР от 7 марта 1960 года удостоена звания Героя Социалистического Труда в «ознаменование 50-летия Международного женского дня, за выдающиеся достижения в труде, и особо плодотворную общественную деятельность» с вручением ордена Ленина и золотой медали «Серп и Молот» (№ 8180).
С февраля 1963 года — мастер-воспитатель Экибастузского ПТУ, затем — на административных должностях в тресте «Иртышуглестрой». С июля 1965 года — мастер вспомогательных цехов управления «Жилкультстрой».
Избиралась членом бюро первичной парторганизации и партийного комитета треста, председателем народного контроля управления, депутатом Экибастузского городского Совета депутатов трудящихся.
В 1984 году окончила Экибастузский горный техникум и работала мастером производственного обучения Экибастузского ПТУ. В последующие годы до выхода на пенсию в 1997 году — заместитель начальника Управления строительных конструкций комбината «Экибастузшахтострой».
Проживала в Экибастузе. Умерла в июне 2013 года.